# Distrito de Socos
El Distrito de Socos es uno de los dieciséis distritos que conforman la Provincia de Huamanga, ubicada en el Departamento de Ayacucho, Perú. Límites: al sur con Vinchos y Chiara,al norte con San José de Ticllas y Ayacucho,al este con Distrito de Carmen Alto.

## Historia
El distrito fue creado mediante Ley No.17041 del 14 de junio de 1968, en el primer gobierno de Fernando Belaúnde. Su capital es el centro poblado de Socos.

## Autoridades

### Municipales
- 2019 - 2022[3]
  - Alcalde: Cesar Meneses Huayanay, de Desarrollo Integral Ayacucho.
  - Regidores:

  1. Miguel Quispe Roca (Desarrollo Integral Ayacucho)
  2. Vicente Flores Carrión (Desarrollo Integral Ayacucho)
  3. Teodoro Ortiz Meneses (Desarrollo Integral Ayacucho)
  4. Elizabeth López Pariona (Desarrollo Integral Ayacucho)
  5. Antonio Quispe Alfaro (Musuq Ñan)

### Alcaldes
| Nº | Alcalde                            | Partido                                              | Inicio del mandato | Fin del mandato |
| -- | ---------------------------------- | ---------------------------------------------------- | ------------------ | --------------- |
| 1  | Alberto Janampa Aliaga             | Lista Independiente N° 37                            | 1981               | 1983            |
| 2  | Guillermo Aliaga Seis              | L.I. N° 17                                           | 1993               | 1995            |
| 3  | Juan Heliodoro Quispe Flores       | L.I. Nro 11 Cambio Vecinal                           | 1996               | 1998            |
| 4  | Juan Heliodoro Quispe Flores       | Acción Popular                                       | 1999               | 2002            |
| 5  | Samuel Bernardo Palomino Fernández | Fuerza Democrática                                   | 2003               | 2006            |
| 6  | Edgar Cristan Meneses              | Siempre Unidos                                       | 2007               | 2010            |
| 7  | Abrahan Jaulis Zevallos            | Movimiento Independiente Regional Todos con Ayacucho | 2011               | 2014            |
| 8  | Hector Huayhua Palomino            | Alianza Renace Ayacucho                              | 2015               | 2018            |

## División administrativa
- Chunyacc
- Manzanayocc
- Orcupuquio
- EtcChunyacHatun condoray ..chunyacc

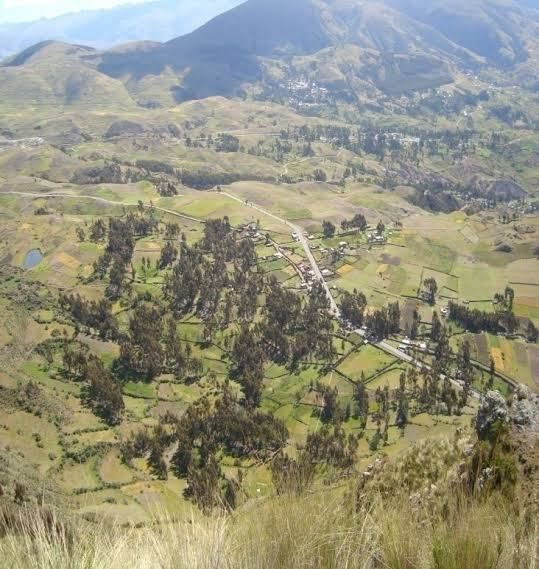
Chunyac

https://mapas.deperu.com/ayacucho/huamanga/socos/chunyacc/